# Гринел (Айова)
Вижте пояснителната страница за други населени места с името Гринел.
Гринел (на английски: Grinnell) е град в щата Айова, Съединени американски щати. Населението му е 9027 души (по приблизителна оценка за 2017 г.).
Градът се намира в окръг Пауъшийк и е основан от Йосая Бушнел Гринел през 1854 г. Първоначалното име е трябвало да бъде Стела, но Гринел успява да убеди жителите на колонията да приемат неговото име. През 1880 г. градът има население от 2000 души.